# Старац Милија
Старац Милија и Старац Рашко, обојица из Колашина. Од Милије је Вук Караџић 1820. у Крагујевцу записао једну од најлепших и највећих српских народних песама Бановић Страхиња, коју је већ имао у више преписа али је Милијино певање било најлепше. Вук је од Старца Милије такође записао песме Женидба Максима Црнојевића, Сестра леке капетана, Гавран харамбаша и Лимо. Од Рашка је Вук забележио Зидање Скадра на Бојани, а Рашко је и сам стварао песме, па је од њега и добра песма Бој на Делиграду.
У октобру 2022. у Колашину му је подигнута биста, коју је открио предсједник Црне Горе — Мило Ђукановић.